# Inkerman (Sébastopol)
Pour les articles homonymes, voir Inkerman.
Inkerman (en ukrainien : Інкерман ; en russe : Инкерман) est une ville de Crimée placée sous la juridiction de Sébastopol, en Ukraine. Elle est actuellement occupée par la Russie depuis 2014. Sa population, majoritairement russophone, s'élevait à 11 884 habitants en 2011.
Pendant la guerre de Crimée, la bataille d'Inkerman se déroula près de la ville le 5 novembre 1854. Son nom signifie « forteresse des cavernes » en turc et tatar.

## Géographie
Inkerman se trouve au sud-ouest de la péninsule de Crimée, au bord de la Tchorna et au fond de la baie de Sébastopol. Inkerman fait partie du raïon de Balaklava.

## Histoire

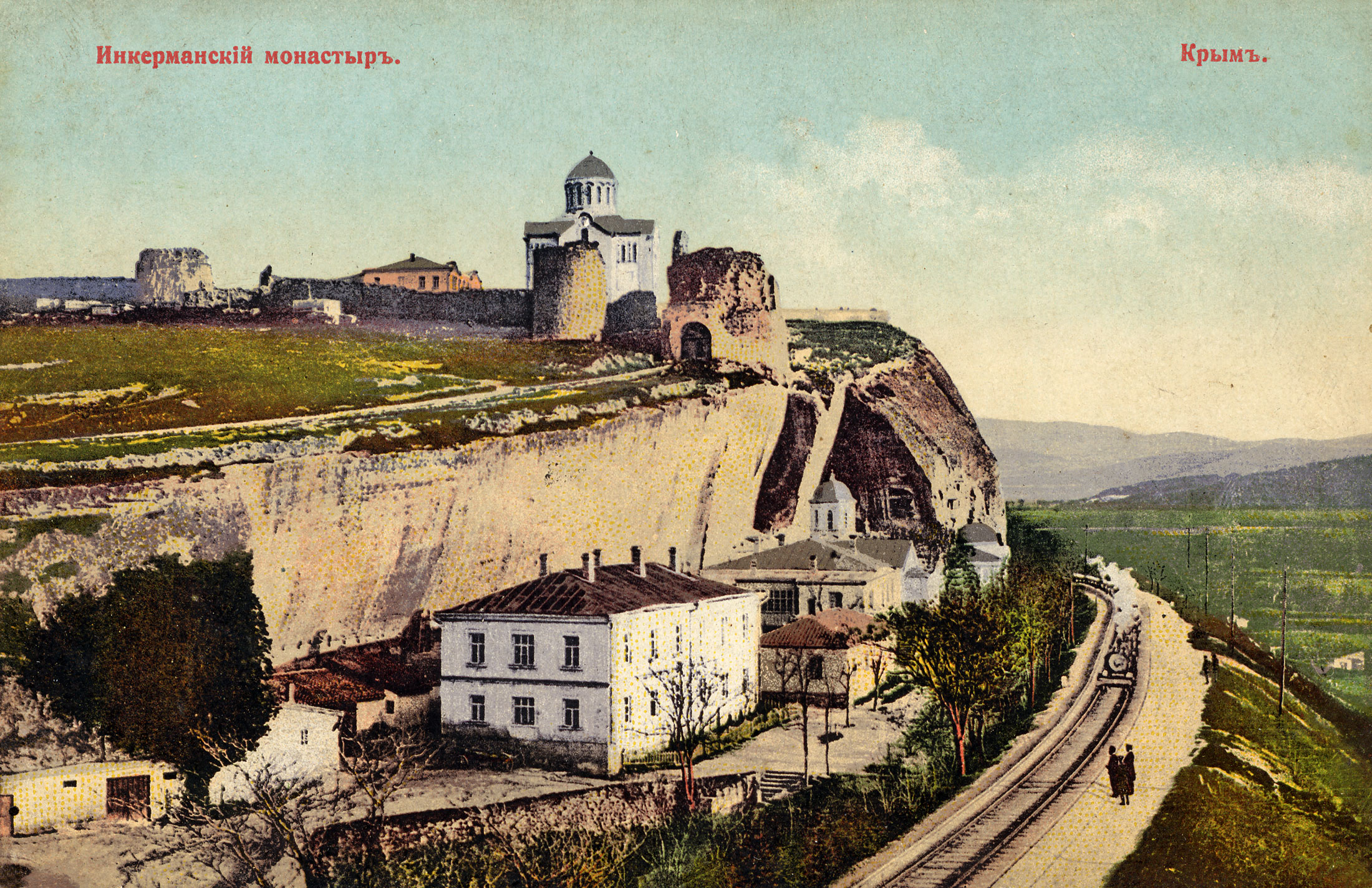
Monastère des Grottes Saint-Clément d'Inkerman et fort Kalamita vers 1900.

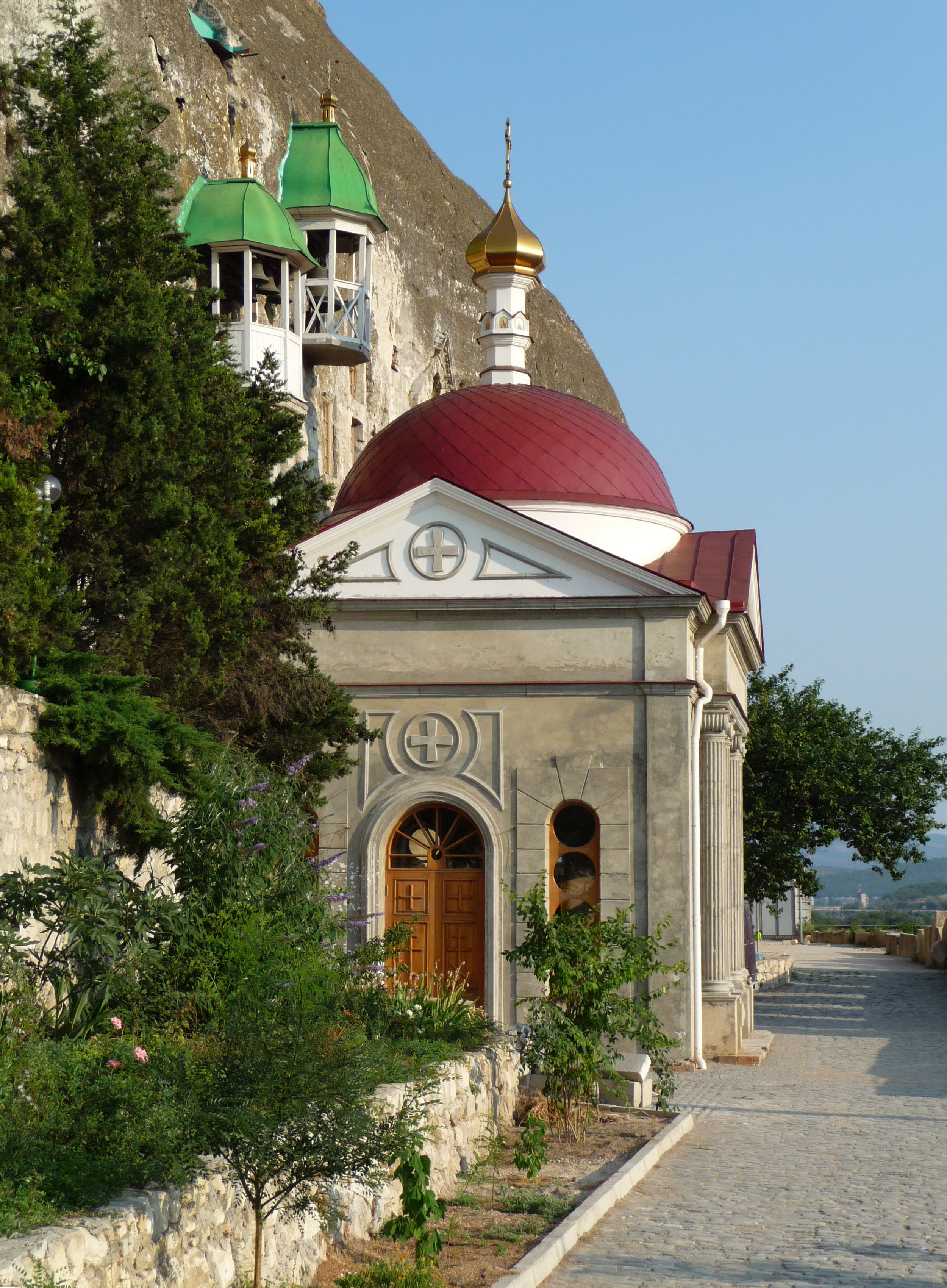
Chapelle Saint-Pantéleïmon du monastère d'Inkerman en 2009.

Le site d'Inkerman est fréquenté depuis le paléolithique (par des ramasseurs de moules) et habité depuis le néolithique (par des pêcheurs pontiques). Durant l'Antiquité, c'était un abri côtier de la colonie grecque du Pont-Euxin, toute proche, de Chersonnèse Tauride. Une petite cité grecque pontique, surplombée d'un fort du nom de Kalamita, est mentionnée là à partir du VIe siècle. Elle est alors en voie de christianisation.
Selon la légende catholique, un premier monastère aurait été aménagé dans les cavernes karstiques au-dessus de la baie par le pape Clément, exilé là par l'empereur romain Trajan au début du IIe siècle. Selon la légende orthodoxe, les opposants des iconoclastes, qui avaient dû fuir l'Empire byzantin, auraient aménagé ce monastère au VIIIe siècle. Quoi qu'il en soit, le monastère orthodoxe troglodyte de l'Apôtre André est mentionné par les cartes marines génoises des XIVe et XVe siècles dans les grottes dominant la baie de Skala Monastiriou : l'« escalier du monastère » en grec ou l'« escale du monastère » en génois. Ce premier monastère exista jusqu'à la prise de la Principauté grecque de Mangoup en 1475 par l'Empire ottoman, lorsqu'il fut détruit. Vers 1850, le monastère orthodoxe russe Saint-Clément d'Inkerman (Sviato Klimentovskii) y fut aménagé sur le site ; pendant la période soviétique, il laissa place à un dépôt de munitions de la flotte soviétique de la mer Noire, mais a été une seconde fois restauré et remis en activité après la dislocation de l'URSS.
Sur le plateau surplombant le monastère, on trouve les ruines de la forteresse de Kalamita (la « roselière » en grec pontique) qui, après avoir été assiégée par les mongols et les Tatars, a été relevée par le prince Alexios de Mangoup qui tentait de leur résister avec l'appui des Génois qui, au XIVe siècle, établirent des comptoirs dans la région. La forteresse fut occupée du XVIe siècle jusqu'au XVIIIe siècle par les Turcs ottomans, qui la renommèrent Inkerman (parfois orthographiée par erreur Inkermann) : « forteresse des cavernes ». Les Ottomans la concédèrent au khan tatar de Crimée qui en fit un marché d'esclaves, de bétail, de cuirs et de laines, butin de ses razzias sur les États chrétiens la région : les principautés de Kiev, de Galicie-Volhynie et de Moldavie, ainsi que le royaume de Pologne, le grand-duché de Lituanie et la principauté de Moscovie.
La forteresse fut un point de résistance ottomane face aux raids des Cosaques, jusqu'à ce que la région soit conquise par la Russie. Une petite agglomération, peuplée d'Arméniens tcherkessogaïs, de Pontiques et de Tatars, existait alors au pied de la falaise. La bataille d'Inkerman entre les alliés franco-anglais et les Russes se tint dans les parages le 5 novembre 1854, ravageant le village qui fut repeuplé par la suite de Russes.
Au cours de la période soviétique, un grand dépôt de munitions de la Flotte de la mer Noire se trouvait à l'intérieur des grottes d'Inkerman. Le dépôt de munitions fut abandonné en 1970, après une explosion qui endommagea les installations, heureusement sans provoquer l'explosion de l'ensemble des munitions entreposées là, qui aurait détruit tout Sébastopol. Dans les années 1990, la population des alentours récupérait des explosifs pour les revendre, ce qui entraîna un certain nombre d'accidents et de décès. En 2000, le corps des ingénieurs de l'armée ukrainienne commença à récupérer et détruire ces munitions.
En 1957, Inkerman (tout comme Balaklava) perdit son autonomie administrative et fut incorporée dans la ville de Sébastopol. Son statut de commune lui fut rendu en 1976, mais pas son nom turco-tatar, car de 1976 à 1991, elle s'appelait Bilokamiansk (en ukrainien : Білокам'янськ) ou Bielokamensk (en russe : Белокаменск), ce qui signifie littéralement « ville des pierres blanches », par allusion au calcaire des environs, couramment utilisé pour la construction. En 1991, avec l'indépendance de l'Ukraine, la ville retrouva son ancien nom d'Inkerman, mais resta un faubourg de Sébastopol, à laquelle elle est reliée par navette maritime.

## Viticulture
L'un des plus grands centres de production de vin de Crimée, sous l'appellation « Vin d'Inkerman » est situé ici depuis 1961. Les vignobles se trouvent dans les environs de Sébastopol et dans le sud de la Crimée. Le vieillissement du vin se fait dans des caves aménagées dans le calcaire karstique, qui s'étendent sur 55 000 m2. Elles constituent une attraction touristique. Un sentier de randonnée qui traverse les montagnes de Crimée commence juste à l'est de la ville.

## Population
Recensements (*) ou estimations de la population :
| 1989*  | 2005   | 2006   | 2007   |
| ------ | ------ | ------ | ------ |
| 12 442 | 11 052 | 11 263 | 11 478 |

| 2008   | 2009   | 2010   | 2011   |
| ------ | ------ | ------ | ------ |
| 11 673 | 11 793 | 11 862 | 11 884 |

## Transports
La ville est traversée par la ligne de chemin de fer Simferopol – Sébastopol et possède deux gares gare Inkerman I et gare Inkerman II.

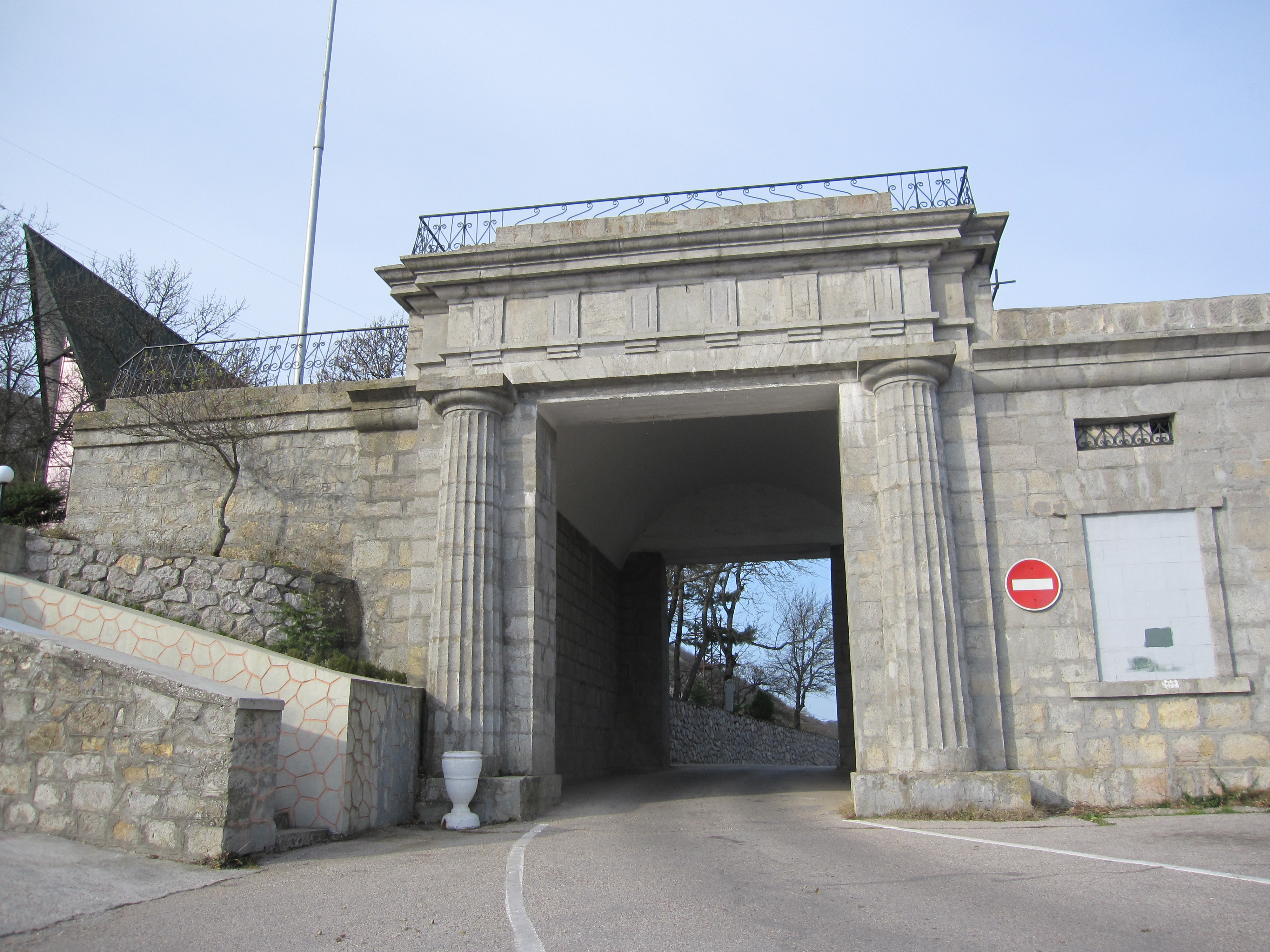
La porte de Baydar sur la route Yalta-Sébastopol.